# Puncta extraordinaria
Puncta extraordinaria neboli mimořádné body je patnáct míst v masoretském textu Starého zákona, kde masoreté použili zvláštní typ teček nad písmeny nebo celými slovy. Pravděpodobně jimi naznačili pochybnosti, snad textově kritické nebo i naukové. Nejvíce mimořádných bodů je obsaženo v Tóře (5x v Genesis, 4x v Numeri a 1x v Deuteronomiu).
Existence mimořádných bodů je důležitá i pro rekonstrukci historie masoretského textu. Protože všechny staré masoretské rukopisy mimořádní body obsahují, Paul de Lagarde roku 1863 navrhl teorii, podle které všechny vznikly postupným opisováním jediného zdrojového rukopisu. 